# Девојчица у парку
Девојка у парку (енгл. The Girl in the Park) је америчка филмска драма из 2007. режисера Дејвида Оберна, са Сигорни Вивер и Кејт Бозворт у главним улогама.

## Радња
Филм прати живот Џулије Сендбург, која је пре 16 година изгубила своји трогодишњу ћерку, Меги, у парку. Након тога Џулија постаје друштвено изолована жена, све више и више се удаљава од свог мужа и сина. Након 16 година се враћа у свој родни град, али је превише близу места где је остала без ћерке и не може да се одупре сећањима, па пролази кроз јако тежак период. У једном ресторану се случајно зближи са девојком по имену Луиз. Њих две развијају однос мајке и ћерке, а Џулија све више почиње да верује да је Луиза заиста њена ћерка, поготово када сазна да је Луиза усвојена и да су је њени старатељи звали Меги.
Џулија у почетку покушава да дође до истине, али се до краја филма не открива да ли је Луиз заиста њена ћерка, јер је Џулија временом прихвата такву каква јесте као своју ћерку и не жели да је поново изгуби, чак и да она није њена биолошка ћерка.

## Улоге
| Глумац           | Улога           |
| ---------------- | --------------- |
| Сигорни Вивер    | Џулија Сендбург |
| Кејт Бозворт     | Луиз/Меги       |
| Алесандро Нивола | Крис            |
| Дејвид Раше      | Даг             |
| Кери Расел       | Селест          |
| Елијас Котис     | Рајмонд         |